# Basilique Sainte-Marie de Minneapolis
La basilique Sainte-Marie de Minneapolis (en anglais : Basilica of Saint Mary) est le principal sanctuaire catholique de la ville de Minneapolis, dans l'État américain du Minnesota.
Première église des États-Unis à être érigée en basilique mineure en 1926, elle est également la cocathédrale de l'archidiocèse de Saint Paul et Minneapolis.

## Histoire
Cet édifice monumental doit sa construction à l'archevêque Mgr John Ireland, premier prélat à porter ce titre après l'érection du diocèse du Minnesota et des Dakotas en archidiocèse le 4 mai 1888. Ayant étudié pendant une courte période au petit séminaire de Meximieux, dans le département de l'Ain, il s'enthousiasme pour l'architecture française et confie tout naturellement la réalisation des deux plus importantes églises de son archidiocèse à un architecte français, Emmanuel Masqueray, lequel dessine les plans de la cathédrale Saint-Paul (la ville de Saint-Paul est alors l'unique siège épiscopal) et de l'église Sainte-Marie de Minneapolis. L'emplacement choisi est une parcelle de terrain située en bordure de Hennepin Avenue près de Loring Park (en), léguée à l'archidiocèse par un célèbre homme d'affaires de la ville, Lawrence S. Donaldson.

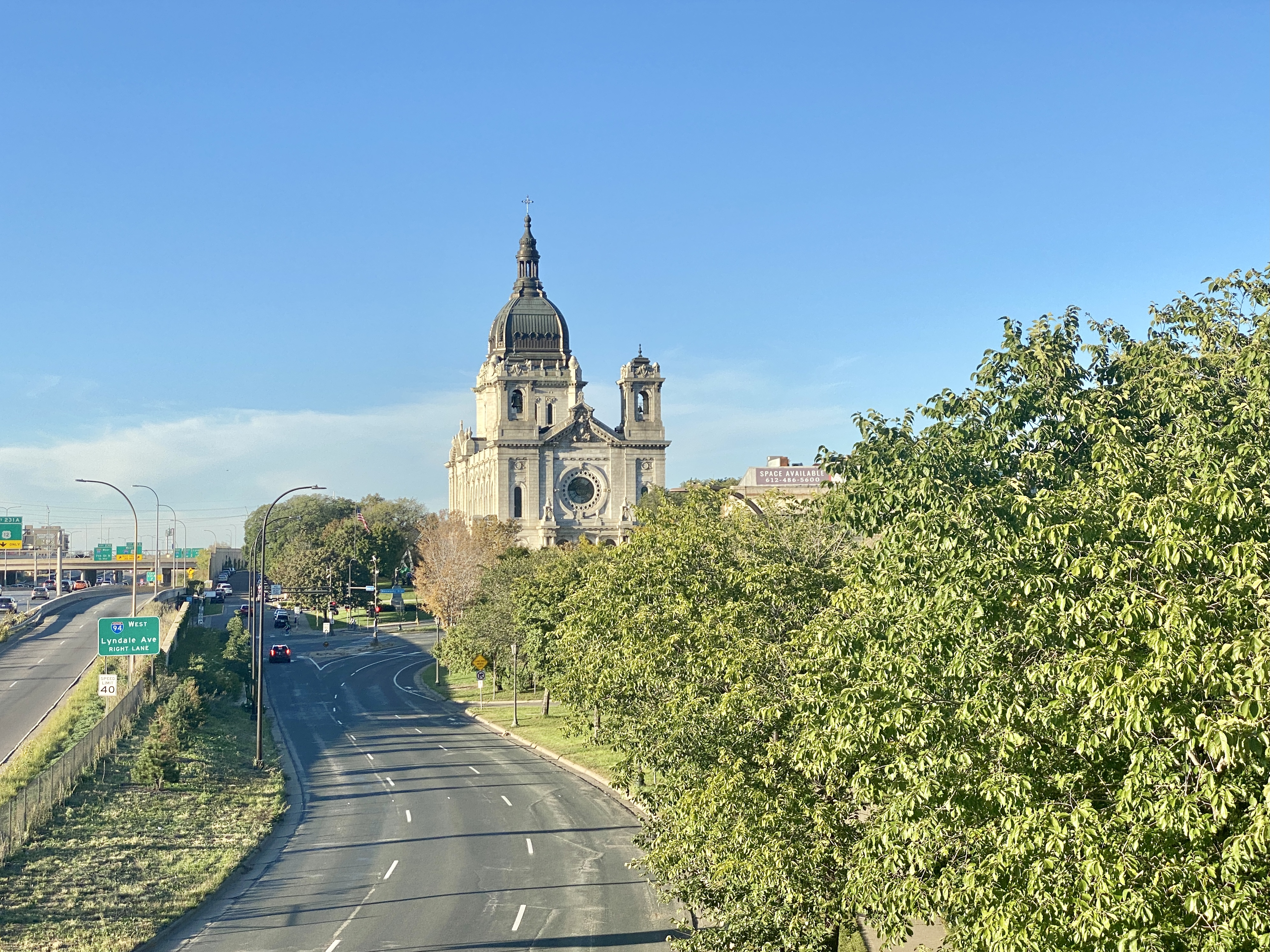
La basilique près du quartier de Loring Park et du réseau autoroutier.

La première pierre de ce sanctuaire inspiré du style Beaux-Arts est posée le 31 mai 1908, en présence du délégué apostolique, Mgr Diomede Falconio. Le gros-œuvre est achevé en 1914, mais l'aménagement intérieur prendra encore presque huit ans, jusqu'en 1922. À la mort d'Emmanuel Masqueray, les travaux sont repris par deux architectes de Boston, Charles Donagh Maginnis et Timothy Walsh.
Le 18 janvier 1926, l'église Sainte-Marie est la première église des États-Unis à accéder au rang de basilique mineure par un bref apostolique du pape Pie XI. En 1967, elle prend officiellement le titre de cocathédrale. Le 26 mars 1975, elle est inscrite sur la liste du Registre national des lieux historiques.

## Architecture

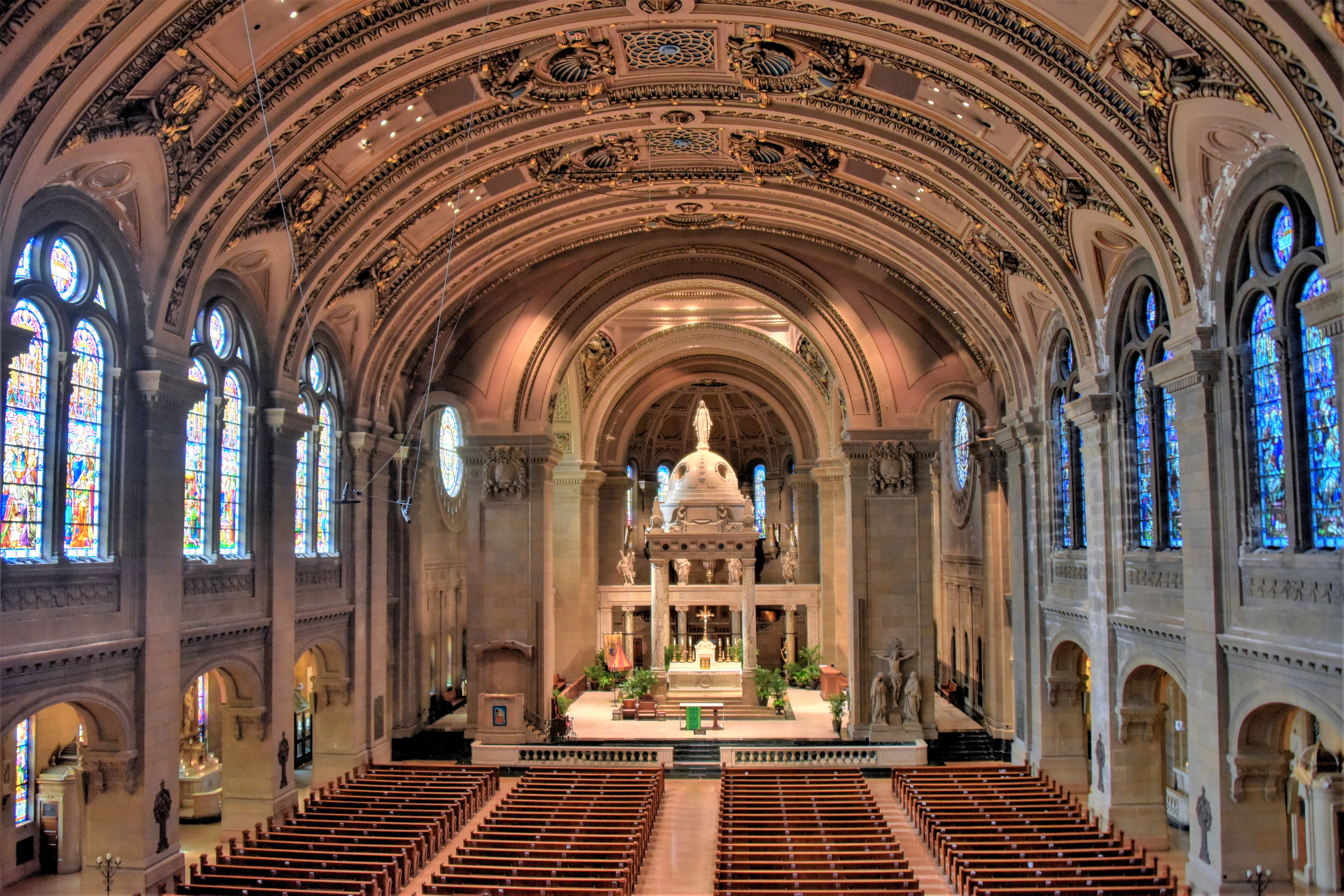
La nef et le chœur avec le ciborium.

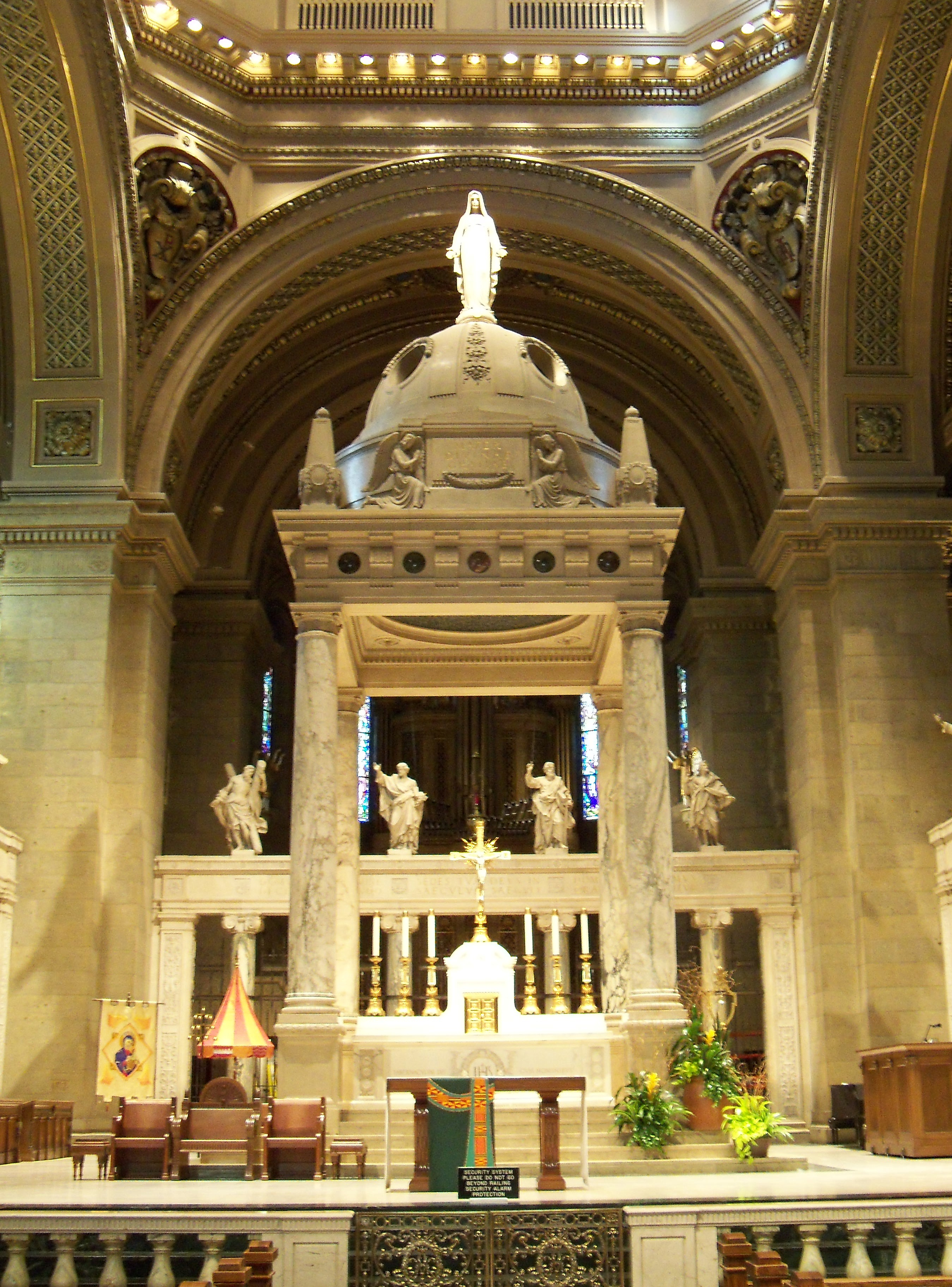
Le ciborium.

Cet imposant sanctuaire édifié en granite est basé sur un plan basilical. Précédée d'un narthex, la nef centrale, très large, est divisée en cinq travées. Deux bas-côtés étroits bordent le vaisseau principal et se prolongent chacun par une absidiole. L'ensemble est couvert de voûtes en anse de panier décorées de stucs polychromes.
Le dôme, porté par une série de piliers massifs, s'inscrit dans le périmètre du chœur, lequel se prolonge par une abside à cinq pans cantonnée de deux absidioles. Le maître-autel est surmonté d'un imposant baldaquin d'inspiration baroque portant en son sommet une statue de Notre-Dame, « Mater divinæ gratiæ » (Mère des divines grâces).
Trois rosaces sont aménagées au niveau de la façade principale et des murs du chœur. Côté ouest, des vitraux représentent des anges en adoration devant la Vierge ainsi que des personnages de l'ancien testament (Gédéon, Ézéchiel et Daniel) ; à l'opposé, la rosace orientale montre le couronnement de Notre-Dame et la généalogie du roi David.
La façade, qui s'articule autour d'un portique à colonnade d'inspiration antique, est flanquée de deux tours s'inspirant de l'architecture baroque.

### Article lié
- Archidiocèse de Saint-Paul et Minneapolis